# Szent Eufrozina keresztje

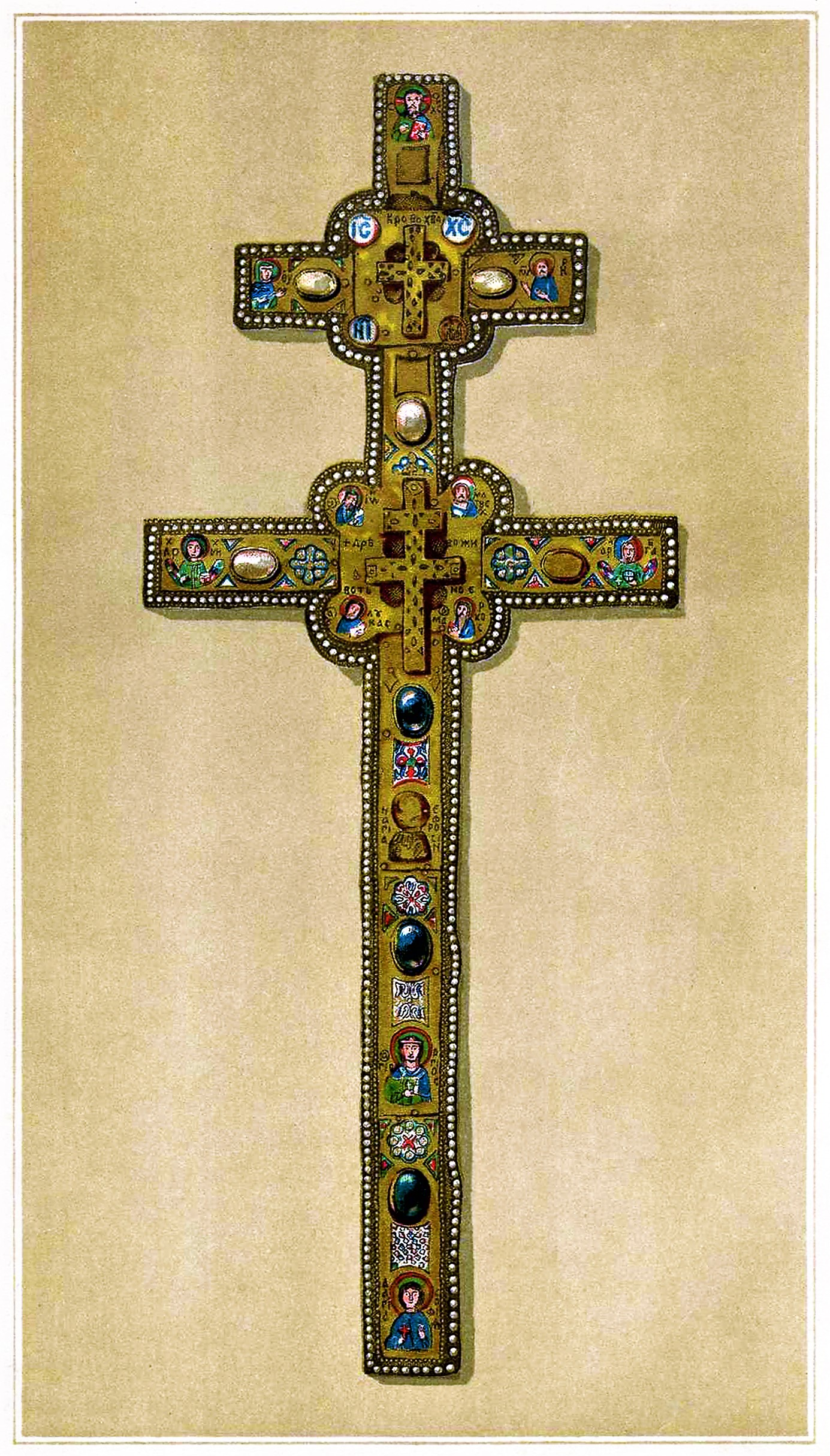
A polacki kereszt 1889-es reprodukciója

Szent Eufrozina keresztje (belaruszul: Крыж Ефрасінні Полацкай) az Orosz Ortodox Egyház és Fehéroroszország nagy tiszteletben tartott ereklyéje, amelyet 1161-ben készített Polacki Szent Eufrozina megrendelésére Lazar Bohsa, és 1941 júniusában veszett el Mahiljovban.

## Története

### A kezdetektől a szovjet időkig
Eufrozina, a polacki apácakolostor apácafőnöknője az új Krisztus színeváltozása-templom díszítésére rendelte meg a keresztet. Az egyszerű ciprusfa keresztet arannyal, igazgyönggyel, drágakövekkel és zománccal díszítették, képei Jézust, Keresztelő Szent Jánost, az Istenszülőt, a négy evangélistát, Gábriel és Mihály arkangyalt, valamint Eufrozina három védőszentjét és szüleit ábrázolták. A műalkotás 120 hrivnyába került. A kereszt belsejében Jézus keresztjének és más ereklyék darabjait helyezték el.
A 13. században a keresztet Szmolenszkbe szállították; 1841-ben tért vissza hosszú utazás után Polackba. 1896-ban dokumentálás céljából részletes fényképeket készítettek róla. 1928-ban az állami tulajdonba vett ereklyét Minszkbe, majd 1929-ben Mahiljovba szállították, és egy széfben helyezték el a kommunista párt helyi központjában.

### Eltűnése
A kereszt a Barbarossa hadművelet során tűnt el, amikor Belaruszt elfoglalták a németek (1941 június–július). Nincs megbízható információ arról, mi lett vele; legalább három verziója létezik a történetnek (amennyiben nem tűz vagy fosztogatás áldozata lett):
- A hivatalos szovjet verzió szerint a keresztet németek rabolták el.
- 1991-ben Belarusz kultúrminisztere kijelentette, hogy a keresztet más belarusz kincsekkel együtt Moszkvába menekítették.
- Az Alfred Rosenberg szervezet által őrzött német iratokban szerepel egy bizonyos Mahiljov-kincs, amelyet a németek szereztek meg Szmolenszkben, de nincs rá bizonyíték, hogy a kereszt is közte lett volna.[2]

1997-ben Nikolaj Kuzmics breszti művész elkészítette a kereszt hivatalosan jóváhagyott másolatát, mely ma a polacki Szent Szófia-székesegyházban tekinthető meg.

## Modern kori szimbolikus használata
Szent Eufrozina keresztjét gyakran használják Belarusz nemzeti jelképeként. A belarusz címer 1991-ben használt változatán (Pahonia) egy, a Szent Eufrozina keresztjére hasonlító kereszt látható a lovag pajzsán.
A kereszt két bélyegsorozaton (1992, 2001) és egy emlékérmén (2007) is szerepel.
A Malady Front nemzeti demokrata ellenzéki mozgalom jelképének fontos eleme a kereszt.

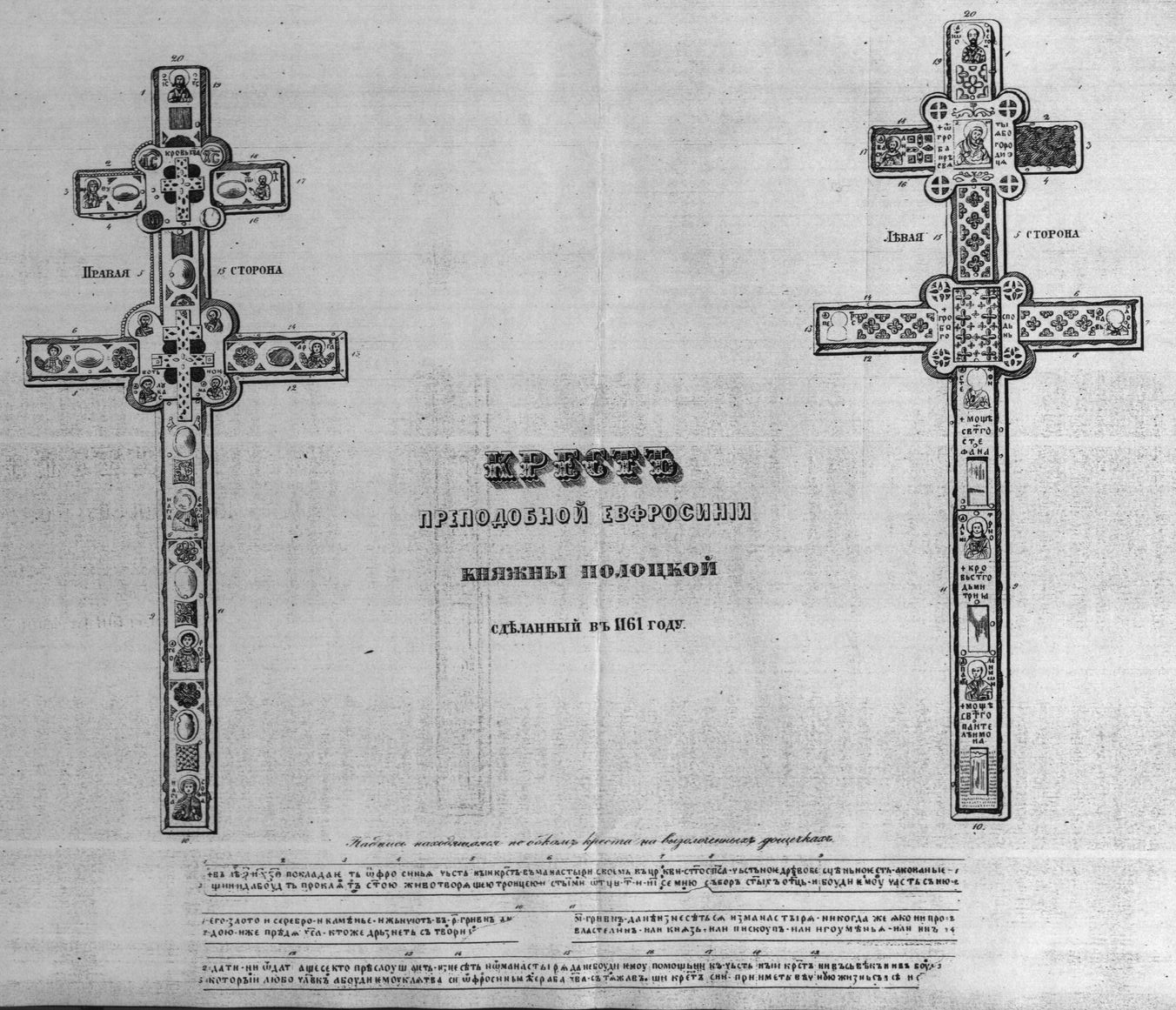
1863-as rajz a kereszt két oldaláról
Pahonia, Belarusz címere (1990-es változat)
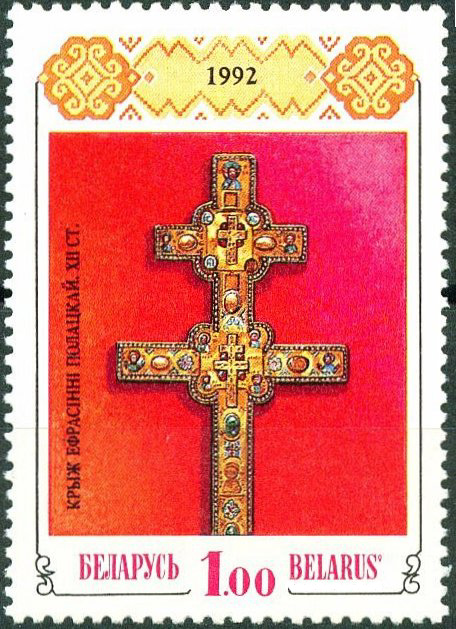
Bélyeg Szent Eufrozina keresztjével 1992-ből
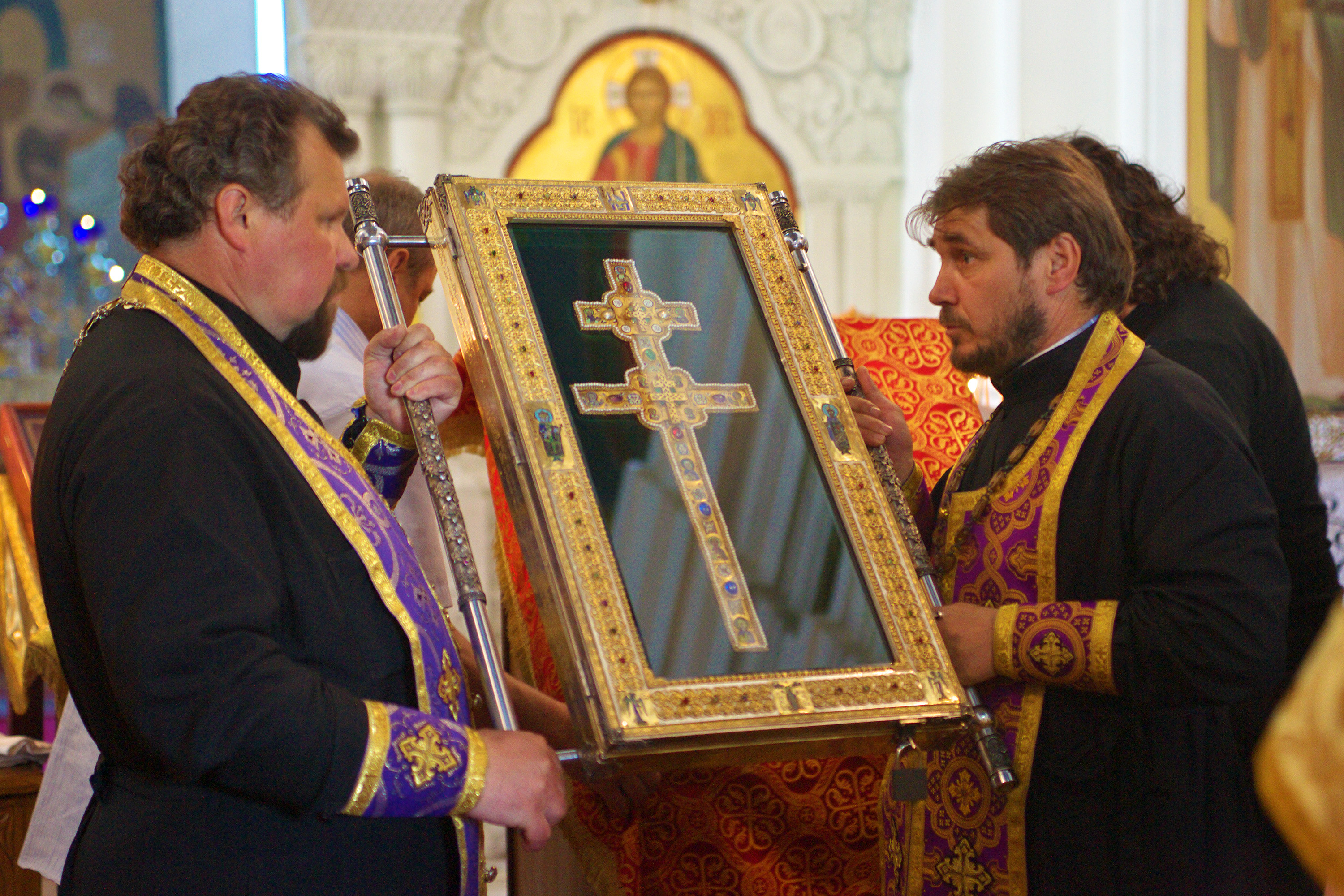
A kereszt másolata 1997-ből
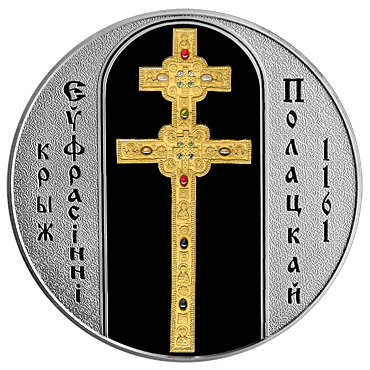
Emlékérme 2007-ből

## Fordítás
- Ez a szócikk részben vagy egészben  a   Cross of Saint Euphrosyne című angol Wikipédia-szócikk ezen változatának fordításán alapul.  Az eredeti cikk szerkesztőit annak laptörténete sorolja fel. Ez a jelzés csupán a megfogalmazás eredetét és a szerzői jogokat jelzi, nem szolgál a cikkben szereplő információk forrásmegjelöléseként.